# Suluova
Suluova ist eine Stadt und ein Landkreis der türkischen Provinz Amasya. Der Ort liegt etwa 20 Kilometer nordwestlich der Provinzhauptstadt Amasya und beherbergt mehr als 83 Prozent der Landkreisbevölkerung. Die Stadt besitzt einen Haltepunkt der Eisenbahnstrecke von Samsun nach Kayseri.
Suluova ist der zweitkleinste Landkreis und liegt im nördlichen Zentrum der Provinz. Er wurde am 1. September 1957 aus den Dörfern der Nahiya Sulucaova im zentralen Landkreis (Merkez) gebildet. Er grenzt im Südosten an den zentralen Landkreis, im Westen an Merzifon und im Norden an die Provinz Samsun. Den Landkreis durchquert von Nordwesten nach Osten die Europastraße 80, die von Istanbul nach Osten über Erzurum bis zur iranischen Grenze verläuft. Im Westen der Stadt fließt der Tersakan Çayı durch den Kreis, der weiter südlich in den Yeşilırmak mündet. In den Tersakan mündet von Westen kommend der Gümüşsuyu Deresi. Ein kleinerer Nebenfluss ist im Westen des Bezirks zum Yedikur Barajı aufgestaut. Ein weiterer Stausee ist im Osten der Derinöz Barajı. Den Osten des Landkreises bilden die Ausläufer des Gebirges Akdağ.
Administrativ wird der Landkreis Suluova in die Kreisstadt (Merkez) und 40 Dörfer (Köy) untergliedert. In jedem Dorf wohnen durchschnittlich 195 Menschen, 16 Dörfer haben mehr Einwohner als dieser Durchschnitt. Die Einwohnerzahl der Dörfer reicht von 825 (Eraslan) bis 23. Die Bevölkerungsdichte von 103 Einw. je km² ist die höchste der Provinz.

## Persönlichkeiten
- Mahmut Demir (* 1970), türkischer Ringer